# ADM-160 MALD
ADM-160A MALD (англ. Miniature Air Launched Decoy) — БПЛА-ложная цель, оснащенный системами РЭБ.
Первый полёт выполнил в январе 1999 года. Работы по созданию аппарата инициированы агентством передовых оборонных исследовательских проектов DARPA. Предназначен для постановки помех, имитации полёта боевого самолёта, в роли мишени или ложной цели. Оснащён системой имитации РЛС-сигнатур СВЧ, УКВ и микроволновых частот для достижения реалистичного моделирования практически любых дозвуковых самолетов, от F-117 до B-52. Система управления использует инерциальную и GPS-навигацию, пред-программированное полётное задание может содержать до 256 точек, однако может быть изменено оператором самолёта-носителя. Запуск производится с самолёта. Одноразовый, с убирающимися крыльями, БПЛА.
Носителями являются все ударные самолеты ВВС США (F-15/-16/-18/-22/-35, B-1/-2/-52).
В конце 2002 ВВС США объявили конкурс на дальнейшее развитие программы MALD, к которому выказали интерес все ведущие аэрокосмические разработчики США. В мае 2003 конкурс выиграла Raytheon, и продолжила работы над прототипом под обозначением ZADM-160B. ZADM-160B больше (длина 2,85 м, размах крыла 1,37 м) и почти втрое тяжелее ADM-160A (около 110 кг), оснащён двигателем Sundstrand TJ-150 тягой 670 Н.
С мая по июль 2006 ADM-160B был успешно запущен с борта F-16 в серии 9 летных испытаний.

### Модификации
DATM-160B инертный вариант для тренировки экипажей
ADM-160C дальнейшее развитие проекта (достоверных данных на конец 2016 в открытых источниках нет).
На базе ADM-160 был разработан перехватчик дозвуковых (стратегических) крылатых ракет MALI (Maniature Air-Launched Interceptor), оснащённый более мощным (тяга 530 Н вместо 220 Н) двигателем TJ-50M, позволяющим развивать скорость чуть более звуковой. Система наведения — радиокомандная (с борта E-3 AWACS) и ИК — на конечном участке. Программа тестирования и разработки была остановлена в декабре 2002 года, после первого сверхзвукового полёта.

### Закупки
Первоначально планировалось закупить около 1000 шт, в конце 2001 количество снизилось до 150, в том числе упрощённого варианта (самодвижущийся контейнер РЭБ). Однако в 2008 году были представлены планы по закупке 1500 ADM-160. Флот и КМП не заинтересовались MALD, отдавая предпочтение развитию проверенного ADM-141C ITALD (Improved Tactical Air-Launched Decoy).

## Лётно-технические характеристики
- Длина: 2,38 м
- Размах крыла: 0,65 м
- Диаметр: 15,2 см
- Вес: 45 кг
- Максимальная высота полета: 9 км
- Дальность полёта: 460 км (ADM-160) — 920 км (ADM-160B)[2]
- Двигатель: турбореактивный Hamilton Sundstrand TJ-50
- Тяга двигателя: 220 Н